# John Nunn (remero)
John Hamann Nunn (Terre Haute, 12 de octubre de 1942) es un deportista estadounidense que compitió en remo. Participó en los Juegos Olímpicos de México 1968, obteniendo una medalla de bronce en la prueba de doble scull.

## Palmarés internacional
| Juegos Olímpicos | Juegos Olímpicos          | Juegos Olímpicos  | Juegos Olímpicos |
| Año              | Lugar                     | Medalla           | Prueba           |
| ---------------- | ------------------------- | ----------------- | ---------------- |
| 1968             | Ciudad de México (México) | Medalla de bronce | Doble scull      |